# Tulipa orphanidea
Tulipa orphanidea је врста биљке из рода лала. Ова биљка расте на Балканском полуострву и западном делу Турске. Њено природно станиште су четинарске шуме, житним пољима и каменитим литицама.